# Vicoa albertoregelia
Vicoa albertoregelia là một loài thực vật có hoa trong họ Cúc. Loài này được (C.Winkl.) Gorschk. mô tả khoa học đầu tiên năm 1959.